# 極上パロディウス 〜過去の栄光を求めて〜
『極上パロディウス 〜過去の栄光を求めて〜』（ごくじょうパロディウス かこのえいこうをもとめて、英題：Fantastic Journey）は、1994年4月26日より稼働開始したコナミのアーケード用横スクロールシューティングゲーム。

## 概要
基本システムは前作やパロディ元の『グラディウス』（1985年）から引継いでいる。音楽については、前作のようにクラシックをアレンジしたものをBGMとして用いており、それだけでなく世界の童謡、日本の童歌なども素材として取り入れている。また、イラスト関連は漫画家のあさりよしとおが担当している。
256発の弾を打ち込まなければ撃破できない敵「カラー板夫」や、スペシャルステージに登場する65536発の弾を撃ちこまなければ破壊できない敵（1Mと書かれた板）など、随所に遊び心がみられる。ボスに至っては、どこが弱点なのかが矢印で表示される。ただし、モアイ艦長（乱入ステージ）など一部のボスでは表示されない。
なお、本作は『パロディウス』を冠したタイトルとしては初めて2P同時プレイが可能となっており、2Pプレイ中はその場復活になる。片方のプレイヤーが他方のプレイヤーにショットを当て続けると当てられたプレイヤーが一定時間全方位に高速ショットを打ちまくる「怒り状態」になるフィーチャーも存在する。
アーケード版はゲーム誌『ゲーメスト』の企画「第8回ゲーメスト大賞」（1994年度）にて大賞6位、ベスト演出賞6位、ベストVGM賞6位を獲得した他、プレイヤーキャラクターの「こいつ」（棒のようなラクガキ人間が紙飛行機に乗っている）はそのデザインから、ベストキャラクター賞1位を圧倒的な票数で受賞した。

## システム

### 基本システム
前作同様、8方向レバーで機体移動、「マニュアル」モードではショットボタン、ミサイルボタン、パワーアップボタンの3種類のボタンを使用する。前作やグラディウスシリーズ同様、赤いパワーカプセルを得ることでパワーメーターのインジケーターが移動し、パワーアップボタンでパワーアップできる。
| モード                 | 左ボタン     | 中ボタン | 右ボタン            | 解説 |
| ---------------------- | ------------ | -------- | ------------------- | --- |
| AUTO（オート）         | 攻撃         | 攻撃     | 攻撃                | 攻撃ボタンで、ショット・ミサイル・ベル効果を同時発射。 パワーアップは自動。                                                                                 |
| SEMIAUTO（セミオート） | パワーアップ | 攻撃     | 攻撃                | 本作から追加されたモード。攻撃ボタンで、ショット・ミサイル・ベル効果を同時発射。 パワーアップは自動だが、パワーアップボタンによる任意のパワーアップも可能。 |
| MANUAL（マニュアル）   | パワーアップ | ショット | ミサイル兼 ベル効果 | ショットとミサイル・ベル効果を個別ボタンで発射。 パワーアップは手動。                                                                                       |

パワーアップのダブル系（ダブル、テイルガンなど）は前作までは連射が効かない単発武器だったが、本作では2連射が可能になった（ただしSFC版では性能の限界から単発）。また、パワーメーターは前作では「SPEED UP」などの英語表示だったが、本作ではパワーアップの様子が描かれたアイコン表示になっている。

### ベルパワー
前作にあったベルに加え、新たに紫ベル「みんなカプセル」が追加されている。この紫ベルの効果を使用した稼ぎテクニックが編み出された。
| 種類   | 名称           | 解説 |
| ------ | -------------- | --- |
| 黄ベル | ボーナス       | 連続して取ると500点から最大10000点まで上がる。取り逃がすと500点に戻る。 |
| 青ベル | スーパーボム   | 画面全体まで広がる爆発で敵全体を攻撃する。爆発している間（画面が光っている間）の自機は無敵。ベル1つで1発取得。3発分までストック可能。 |
| 緑ベル | 巨大化         | 徐々に巨大化しながら一定時間無敵になる。無敵時間中の攻撃は体当たりのみになり、ベルに接触しても跳ね返してしまう（色を変えることは可能）。 |
| 白ベル | メガホン       | 自機の前方のメガホンから攻撃判定のある大きなセリフを出す。セリフの出ている間はショット攻撃はできなくなる。セリフはいくつかのパターンがあり、数秒ごとに切り替わる。攻撃判定の長さもまちまちになる特徴がある。本作はメガホンを持ったままやられると特殊なセリフを言って落下する。 |
| 赤ベル | 菊一文字       | 縦方向に伸び、スクロールしながら一定時間持続するバリアを発射する。自機はバリア上にいれば無敵となる。ベル1つで3発分取得。 |
| 紫ベル | みんなカプセル | 取った瞬間に画面上のザコ敵（通常弾1発で倒せる敵）がすべてパワーカプセル（及びベル）に変化する。 |

### ミス
キャラクターが敵弾、敵キャラクター、地形などに接触するとミスになる。残機が残っていればパワーアップをすべて失った状態で復活するが、復活方式には前作同様の「戻り復活」と新たに導入された「その場復活」がある。
戻り復活
1人プレイ時のSEMIAUTO、MANUALでの復活方式。ミスすると、ステージ内に何箇所か設定されているコンティニューポイントからの復活になる。
その場復活
2人同時プレイ時および、1人同時プレイでもAUTOの場合はこちらの復活方式になる。ミスしても戻されることなくその場で復活する。ミスした機体からはベルが4つ出るため、うまく拾えば急場をしのげる。
残機は初期は3機で、20万点と50万点で残機が1機ずつ増える。残機がすべてなくなるとゲームオーバーだが、クレジットを投入すればコンティニューできる。その際に自機、パワーアップ方式などを選択しなおすことができる。
なお、本作でも前作同様に自機のパワーアップの度合いとノーミスで進んだ時間に比例してランク（難易度）が上昇し、ミスするとランクが下がるという自動難易度設定機能が搭載されている。ランクが上昇すると敵の出現数が増えたり、敵の攻撃が激しくなる。本作では特にミサイルを付けることでランクが上がるため、ミサイルを付けずに進むパターンが『ゲーメスト』などでは紹介された。
なお、ゲームオーバー後のBGMは『グラディウスII』のゲームオーバーBGMのアレンジ。

## ステージ構成
※「ステージ音楽」と「ボス戦の音楽」の作曲者名と作品名、原曲名の表記は特筆がない限り、PSP版のミュージックプレイヤーモードに準ずる。
| No.        | ステージ名 | 解説 | ステージ音楽 | ボス                                                                                   | ボス戦の音楽                                         |
| ---------- | ---------- | --- | --- | -------------------------------------------------------------------------------------- | ---------------------------------------------------- |
| 1          | クレーン   | UFOキャッチャーが次々とぬいぐるみを掘り起こしている。かつてコナミが経営していたチルコポルトの看板もある。ステージ中盤の女の子の人形が某他社対戦格闘ゲームのキャラクターに似ていると物議をかもして開発スタッフを困惑させたことがある。                                        | グレン・ミラー『イン・ザ・ムード』 | アンナ・パブロワ&めろーら                                                              | ビゼー『「カルメン」の「闘牛士」』                   |
| 2          | 海ネコ     | 前作の1面の海の中を進むステージで、全編に渡ってネコ潜水艦が登場する。前作と違い、水中に入っても自機の移動スピードは低下しない。水中には前作1面のボスであるキャプテンペンギンノフスキーIII世が沈んでいる。                                                                    | ジョン・フィリップ・スーザ『星条旗よ永遠なれ』 | ニール&イライザ                                                                        | わたしはイライザ                                     |
| 3          | お菓子     | 巨大なケーキの中を掘り進んでいくが、中にはさまざまな障害物が埋まっている。モチーフは『グラディウスIII』の3面後半。 | ヨハン・シュトラウスII世『トリッチ・トラッチ・ポルカ』 | デコレーションコア（『グラディウスIII』のビッグコアMk-IIIのパロディ）                  | ペレス・プラード『マンボNo.5』                       |
| 4          | 交通標識   | スクロールスピードが通常の2倍近い特殊ステージ。表示される道路標識によってさまざまなトラップが発生する。元ネタとなった『グラディウスII』・『III』の高速ステージに『エアバスター』（カネコ開発）のパロディを加えている。                                                       | ロッシーニ『ウィリアム・テル序曲』 | クレイジーコア                                                                         | GRADIUSより「Aircraft Carrier」                      |
| 5          | SDボス     | グラディウスシリーズのボスが小型化して登場する。グラディウスシリーズには珍しい地面がまったくないステージ。敵キャラクターの一部や動作パターンが『ゼビウス』『ギャラガ』などのナムコ製ゲームおよびタイトー製の『スペースインベーダー』といったレトロゲームを元ネタとしている。 | 『アルプス一万尺』 『おお牧場は緑』 『メリーさんのひつじ』 『猫ふんじゃった』 『ロンドン橋』 『ピクニック』                                                                                                  | カプセル怪獣「カプチーノ」                                                             | モーツァルト『ピアノソナタ 第3楽章「トルコ行進曲」』 |
| 6          | 月面       | 日本最古の物語である『竹取物語』を模した和風のステージ。中盤に杵状の障害物が登場する。 | 『うさぎ』 『かごめかごめ』 『さくらさくら』 『お江戸日本橋』 『とうりゃんせ』 杉山長谷夫『花嫁人形』 | かぐや姫（鳥獣戯画風のうさぎを飛ばしてくる攻撃は、『源平討魔伝』の琵琶法師のパロディ） | 『ずいずいずっころばし』                             |
| 7          | ディスコ   | 『グラディウスII』の最終面がモチーフ。狭い空間で敵の攻撃を避ける前半戦と、トリッキーな動きで自機を翻弄する破壊不可能な敵を避ける後半戦に分かれる。 | ドヴォルザーク『交響曲 第9番「新世界より」第4楽章』 | ちちびんたリカ                                                                         | GRADIUSIIより「The Final Enemy」                     |
| 7          | ディスコ   | 『グラディウスII』の最終面がモチーフ。狭い空間で敵の攻撃を避ける前半戦と、トリッキーな動きで自機を翻弄する破壊不可能な敵を避ける後半戦に分かれる。 | ドヴォルザーク『交響曲 第9番「新世界より」第4楽章』 | タコのA子                                                                              | GRADIUSより「Aircraft Carrier」                      |
| 乱入       | モアイ戦艦 | ステージの間にモアイ戦艦が乱入してくる。ミスすると次のステージに進む。画面上下部の炎はエフェクトで触れても問題ない。中ボスは、MSX版『グラディウス』のヴェノムのような顔をしている。                                                                                          | リヒャルト・ワーグナー『ワルキューレの騎行』 | よしこ&よしお                                                                          | サラサーテ『チゴイネルワイゼン』                     |
| 乱入       | モアイ戦艦 | ステージの間にモアイ戦艦が乱入してくる。ミスすると次のステージに進む。画面上下部の炎はエフェクトで触れても問題ない。中ボスは、MSX版『グラディウス』のヴェノムのような顔をしている。                                                                                          | GRADIUSIIより「The Old Stone Age」 | よしこ&よしお                                                                          | モーツァルト『交響曲 第25番 第1楽章』                |
| スペシャル | スペシャル | 最終面クリア後に行ける難易度の非常に高いステージ。BGMは往年のシューティングゲームのBGMのメドレー。 | GRADIUSより『Challenger 1985』 TwinBeeより『Power up』 沙羅曼蛇より『Power of Anger』 A-JAXより『Command 770』 GRADIUSIIIより『Aqua Illusion』 サンダークロスより『Skywalker』 GRADIUSIIより『Burning Heat』 | ペンタロウX                                                                            | リムスキー＝コルサコフ『くまんばちの飛行』           |

## 登場キャラクターと装備
キャラクターによってパワーアップの種類が異なる。1Pキャラクターと2Pキャラクターで装備に違いはない。スピードアップとOH! は全キャラクター共通。またオプションは2人プレイ中でもそれぞれ最大装備数まで装着できるようになった。
| 自機           | 自機                 | ゲージ         | ゲージ                            | ゲージ                        | ゲージ                            | ゲージ                        | ゲージ | ゲージ                        |
| 1P             | 2P                   | 1              | 2                                 | 3                             | 4                                 | 5                             | 6      | 7                             |
| -------------- | -------------------- | -------------- | --------------------------------- | ----------------------------- | --------------------------------- | ----------------------------- | ------ | ----------------------------- |
| ビックバイパー | ロードブリティッシュ | スピードアップ | ミサイル                          | ダブル                        | レーザー                          | オプション                    | OH!    | シールド                      |
| ビックバイパー | ロードブリティッシュ | スピードアップ | ミサイル                          | ダブル                        | レーザー                          | オプション                    | OH!    | フォースフィールド            |
| タコスケ       | ベリアル             | スピードアップ | 2-WAYミサイル                     | テイルガン                    | リップルレーザー                  | オプション                    | OH!    | オクトパストラップ            |
| ツインビー     | ウインビー           | スピードアップ | ロケットパンチ                    | テイルガン                    | 3-WAY                             | オプション （収束型）         | OH!    | フォースフィールド            |
| ペン太郎       | お花ちゃん           | スピードアップ | ポットンミサイル                  | ダブル                        | スプレッドガン                    | オプション （収束型）         | OH!    | バブル                        |
| ひかる         | あかね               | スピードアップ | ホークウインド                    | スプレッドボム                | キャロット                        | フォーメーションオプション    | OH!    | スター                        |
| ひかる         | あかね               | スピードアップ | ホークウインド                    | テイルガン                    | ブーメランショット                | フォーメーションオプション    | OH!    | シールド                      |
| マンボウ       | サンバ               | スピードアップ | バブルミサイル                    | コントロールレーザー          | スクリューレーザー                | ホーミングレーザー            | OH!    | バリア                        |
| マンボウ       | サンバ               | スピードアップ | ホーミングミサイル                | リフレクトレーザー            | スクリューレーザー                | グレードアップ                | OH!    | シールド                      |
| ミカエル       | ガブリエル           | スピードアップ | ホーミングミサイル                | ラウンドショット              | ウェーブレーザー                  | グレードアップ                | OH!    | オーラ                        |
| こいつ         | あいつ               | スピードアップ | こいつミサイル （あいつミサイル） | こいつウェイ （あいつウェイ） | こいつレーザー （あいつレーザー） | こいつパワー （あいつパワー） | OH!    | こいつバリア （あいつバリア） |
| ゴエモン       | えびす丸             | スピードアップ | スプレッドボム                    | ダブル                        | ツインレーザー                    | オプション                    | OH!    | リデュース                    |
| ドラキュラくん | キッドドラキュラ     | スピードアップ | マクロミサイル                    | ラウンドバルカン              | ニードルクラッカー                | グレードアップ                | OH!    | チェンジ                      |
| ウパ           | ルパ                 | スピードアップ | ホーミングミサイル                | ワイドショット                | レーザー                          | グレードアップ                | OH!    | メガクラッシュ                |

- 青枠はAC版の装備、赤枠はSFC版の装備、緑枠はSFC限定キャラクター（AC版には登場しない）

スピードアップ
移動スピードが1段階上がる。最高5段階。
OH!（オーマイゴッド）
シールド（バリア）以外のすべての装備がなくなる。前作での「!?」。

### 前作からのレギュラー
ビックバイパー&ロードブリティッシュ
シリーズのパロディ元であるグラディウスシリーズに登場する超時空戦闘機。『パロディウス』シリーズにおいては鯛焼き屋の親父という肩書を持つ。2Pキャラクターは『沙羅曼蛇』シリーズの登場機体であるロードブリティッシュ。ひそかにひかるに恋心を抱いている。
装備
スピードアップ - ミサイル - ダブル - レーザー - オプション - OH! - シールド（AC）/フォースフィールド（SFC）

タコスケ&ベリアル
前作『パロディウスだ!』の主人公であるタコ（別名Mr.パロディウス）の長男。2Pキャラクターのベリアルはタコ助に憧れて黙ってついて来た黄色いタコ。性別は不明。少しMの気があるらしい。
装備
スピードアップ - 2-Wayミサイル - テイルガン - リップルレーザー - オプション  - OH! - オクトパストラップ

ツインビー&ウインビー
『ツインビー』シリーズに登場する戦闘機。散歩がてら救った惑星の王女を誘拐した罪で指名手配されていたが、ドンブリ島のラーメン屋で働いているところを保護される。2Pキャラクターはウインビー。ロケットパンチは前方の敵を貫通する。最近国民的アイドル化が進んできたらしい（当時はツインビーのマルチメディア展開の最中）。ツインビーとは双子のはずだったが今は3歳年下。
装備
スピードアップ - ロケットパンチ - テイルガン - 3-Way - オプション - OH! - フォースフィールド
前作から3-Wayの弾道が変更されている。
ペン太郎&お花ちゃん
『けっきょく南極大冒険』で南極を一周したペンギン（ペン太）の息子。かなりの武器マニアらしい。先の大戦で受けた傷が元で戦国ゲームマニアとなり、最近は「伸長の野郎」にはまっている。2Pキャラクターのお花ちゃん（本名・ペン花子）は彼の幼馴染みにして許嫁で、彼のことが心配でこっそりついてきた。
装備
スピードアップ - ポットンミサイル - ダブル - スプレッドガン - オプション - OH! - バブル

### シリーズ初登場
ひかる&あかね
前作の7面で敵として登場していたバニーガール姉妹で、1Pキャラクターが姉のひかる、2Pキャラクターが妹のあかね。双子のため顔は瓜二つ。夢はブロードウェイのダンサー。姉妹とも兵器マニアで、本作ではより目立つために、ひかるは「フォルティシモ」、あかねは「ピアニッシモ」と名づけている大陸間弾道ミサイルに跨り奮闘する（設定はいずれもサントラのミニドラマより）。ダブルがなく、ミサイルが2種類ある。オプションモデルは『サンダークロス』。
AC版の装備
スピードアップ - ホークウィンド - スプレッドボム - キャロット - フォーメーションオプション - OH! - スター
ホークウィンド
自機が画面の半分より上にいると上方に発射、半分より下にいると下方に発射されるミサイル。地形に沿って進む。スプレッドボムとは併用不可。
スプレッドボム
下方向に投下され、着弾すると爆発するミサイル。ホークウィンドとは併用不可。
キャロット
自動的に4連射されるニンジン型のショット。自機の上下移動に伴って角度をつけることができる。同社の『A-JAX』のバルカンのような装備。
フォーメーションオプション
自機の上下に装備されるオプション。SFC版『グラディウスIII』や『サンダークロス』のような装備。4つ装備した後、ゲージをオプションに合わせておくと、パワーアップボタンを押している間だけオプションの間隔が広がる。
スター
全方位型のバリア。キラキラ光る。耐久力は5発。
SFC版の装備
スピードアップ - ホークウィンド - テイルガン - ブーメランショット - フォーメーションオプション - OH! - シールド
ブーメランショット
前方に発射され、敵を貫通し、敵や地形にヒットすると角度を変えるショット。
マンボウ&サンバ
エキストラ歴20年。ぼ〜っとしている内に騒動に巻き込まれた。2Pキャラクターはエキストラ仲間のサンバ。2人は総天然色大宇宙活劇『スペースマンボウ』の撮影で知り合ったらしいが、それと同社の同名シューティングゲームとの関わりは不明。「サンバ」はもとは「サンバア」という名前だったが、ネコ戦艦に尻尾をかじられたため名前の最後が欠けた。パワーアップはいずれもオプションが装備され、オプションが4つある時にさらにパワーアップすると、すべてのオプションの武装が変更される。上下にひとつずつ付くビットは敵の通常弾から自機を守ることも可能であり初心者向けのキャラクターとも呼ばれている。
AC版の装備
スピードアップ - バブルミサイル - コントロールレーザー - スクリューレーザー - ホーミングレーザー - OH! - ベアリング
バブルミサイル
上または下に発射され、地形にそって進む泡型ミサイルを発射するオプションを装備。
コントロールレーザー
自機の前後移動に伴って角度をつけることができる貫通レーザーを発射するオプションを装備。
スクリューレーザー
威力が高く、敵を貫通するレーザーを発射するオプションを装備。
ホーミングレーザー
敵の位置にある程度自動的に向かっていき敵を貫通するレーザーを発射するオプションを装備。
バリア
全方位タイプのバリア。耐久力は5発。
SFC版の装備
スピードアップ - ホーミングミサイル - リフレクトレーザー - スクリューレーザー - グレードアップ - OH! -シールド
リフレクトレーザー
上下に発射され、地形に当たると反射するレーザー。SFC版では『R-TYPE』をベースに装備が大幅に変更されている。
ミカエル&ガブリエル
前作の4面宇宙で敵として登場した熱血ブタ。下界の乱れに業を煮やした神様に遣わされた神の使い。好きな言葉は「努力」。2Pキャラクターは相棒のガブリエル。ミカエルとは同じ日に誕生した。好きな言葉は「忍耐」。オプションがなく、自機のショットそのものをパワーアップしていく。ノーマルショットのパワーアップ・レーザー・バリアの元ネタは『ダライアス』の自機。
装備
スピードアップ - ホーミングミサイル - ラウンドショット - ウェーブレーザー - グレードアップ - OH! - オーラ
ラウンドショット
多方向にショットを発射。最初は3方向だが、グレードアップしていくと最高9方向の全方位タイプのショットになる。
ウェーブレーザー
敵を貫通するレーザーを発射。グレードアップすると縦に長く伸びる。
グレードアップ
ミサイル、ラウンドショット、ウェーブレーザーがパワーアップする。
オーラ
全方位タイプのバリア
こいつ&あいつ
棒のように細く青い体をした人のような生物。一切の素性が解っていないが、生後3時間で、一応独自の言語があるらしい。紙飛行機のようなものに乗っており、パワーアップすると搭乗人数が増える。ミサイルも同じキャラクターを投下する。2Pキャラクターは、こいつ誕生の30分後に生まれた赤（ピンク）色のあいつ。オプションがなく、自機そのものをパワーアップしていく。広範囲をカバーするこいつウェイが強く、キャラクター性能が高い。
装備
スピードアップ - こいつミサイル - こいつウェイ - こいつレーザー - こいつパワー - OH! - こいつバリア
こいつミサイル
パイロットと同じ形をしたミサイルを真下に投下する。パワーアップするとパラシュートで軟着陸したり地形を歩くようになったり移動スピードが速くなる。こいつミサイルの移動スピードが速くなると、敵に当たるまでの距離が長いときは息切れの素振りを見せる。ステージによっては浮き輪で海に浮かんだり、ケーキを食べたり、踊ったりと様々なアクションを見せる。水中では水面まで浮上していく。
こいつウェイ
3方向→5方向→7方向→9方向と、こいつパワーを取るごとにショットの方向が増える。ミカエル（&ガブリエル）のラウンドショットと違い前方強化タイプで、攻撃範囲が広がるのは上下90°まで。
こいつレーザー
『グラディウスIII』のエナジーレーザーのようにショットボタンを押し続けることによって威力が高くなるレーザー。溜めたまま保持しておくことはできない。
こいつパワー
ショット、こいつミサイル、こいつウェイ、こいつレーザーがパワーアップする。最高4段階。
こいつバリア
前方からの攻撃を防ぐバリア。耐久力が32発と飛びぬけて高い。『ゲーメスト』増刊ムックに掲載された開発者談話によると、コンドームのように見えるがあくまで透明な軟らかいベルであるとのこと。

### スーパーファミコン版限定
上記のキャラクターに加え、以下のキャラクターが追加されている。
ゴエモン&エビス丸
『がんばれゴエモン』シリーズの主人公でMSX版『パロディウス』から復活。パワーアップ形態もビックバイパーに近い。バリアが装備できない替わりに自機と当たり判定を小さくする。天下の伊達男。2Pキャラクターはその相棒、正義の忍者エビス丸。
装備
スピードアップ - スプレッドボム - ダブル - ツインレーザー - オプション - OH! - リデュース
スプレッドボム
前述のものと同様の性能だが、導火線付の爆弾となっている。
ツインレーザー
2本対になった短いレーザー。敵を貫通し、2連射可能。
オプション
トレース&固定式のビックバイパーと同タイプのオプション。まねき猫の形をしている。
リデュース
自機の当たり判定そのものが小さくなるバリア。
ドラキュラくん&キッドドラキュラ
『悪魔城すぺしゃる ぼくドラキュラくん』の主人公。推定年齢1万9歳。2Pキャラクターのキッドドラキュラは一族恒例の1万年の眠りにつく前で、眠くて不機嫌な9歳児（なお、『ドラキュラくん』の欧米版タイトルが『Kid Dracula』である）。ニードルクラッカーは正確に敵を追尾する。装備は『アクスレイ』より。
装備
スピードアップ - マクロミサイル - ラウンドバルカン - ニードルクラッカー - グレードアップ - OH! - チェンジ
マクロミサイル
前方に発射される高威力のミサイル。
ラウンドバルカン
ショットボタンを押し続けると前方に、離すと後方に発射方向が変わるショット。
ニードルクラッカー
傘が発射され、敵を自動的に追尾するショット。
グレードアップ
ミサイルやショットがパワーアップする。
チェンジ
コウモリに変身する、全方位タイプのバリア。最初は青だが、1ダメージ受けるごとに黄色→赤と変化し、赤のときにダメージを受けると元に戻る。
ウパ&ルパ
ディスクシステム用ソフト『バイオミラクル ぼくってウパ』の主人公。ルアクーヨ王国の王子で、歩くより先に空を飛んでしまった。2Pキャラクターは本作で初登場となる妹のルパ。どちらも後に『実況おしゃべりパロディウス』にも1年たって再登場。装備は『雷電』より。
装備
スピードアップ - ホーミングミサイル - ワイドショット - レーザー - グレードアップ - OH! - メガクラッシュ
バリアはメガクラッシュに置き換えられている。
ワイドショット
攻撃する方向が増える。
レーザー
前方にレーザーのように伸びるショット。パワーアップすると太くなる。
グレードアップ
ミサイル、ショット、レーザーがパワーアップする。
メガクラッシュ
画面上の敵すべてにダメージを与え、敵弾も消す。

## 移植版
| タイトル                                             | 発売日                   | 対応機種                     | 開発元                 | 発売元 | メディア                        | 型式               | 備考                                                         | 出典        |
| ---------------------------------------------------- | ------------------------ | ---------------------------- | ---------------------- | ------ | ------------------------------- | ------------------ | ------------------------------------------------------------ | ----------- |
| 極上パロディウス                                     | 1994年11月25日           | スーパーファミコン           | コナミ開発11部         | コナミ | 16メガビットロムカセット        | KN10341040         |                                                              |             |
| 極上パロディウスだ! DELUXE PACK                      | 1994年12月3日            | PlayStation                  | KCET                   | コナミ | CD-ROM                          | SLPS-00002         | 『パロディウスだ! 〜神話からお笑いへ〜』とのカップリング移植 |             |
| 極上パロディウスだ! DELUXE PACK                      | 1995年5月19日 1995年11月 | セガサターン                 | KCET                   | コナミ | CD-ROM                          | T-9501G T-9501H-50 | 『パロディウスだ! 〜神話からお笑いへ〜』とのカップリング移植 |             |
| 極上パロディウスだ! DELUXE PACK PlayStation the Best | 1997年3月20日            | PlayStation                  | KCET                   | コナミ | CD-ROM                          | SLPM-86031         | 廉価版                                                       |             |
| 極上パロディウスだ! DELUXE PACK PS one Books         | 2003年11月20日           | PlayStation                  | KCET                   | コナミ | CD-ROM                          | SLPM-87329         | 再廉価版                                                     |             |
| パロディウス ポータブル                              | 2007年1月25日            | PlayStation Portable         | コナミソフトウェア上海 | KDE    | UMD                             | ULJM-05220         |                                                              | [ 5 ]       |
| 極上パロディウス 〜過去の栄光を求めて〜 PART 1       | 2007年12月12日           | FOMA903iシリーズ （iアプリ） | KDE                    | KDE    | ダウンロード （コナミネットDX） | -                  | 1 - 3ステージがプレイ可能                                    | [ 6 ]       |
| 極上パロディウス 〜過去の栄光を求めて〜 PART 2       | 2008年2月22日            | FOMA903iシリーズ （iアプリ） | KDE                    | KDE    | ダウンロード （コナミネットDX） | -                  | 4 - 6ステージがプレイ可能                                    | [ 7 ] [ 8 ] |
| コナミ・ザ・ベスト パロディウス ポータブル           | 2008年3月13日            | PlayStation Portable         | コナミソフトウェア上海 | コナミ | UMD                             | ULJM-05324         | 廉価版                                                       |             |
| 極上パロディウス 〜過去の栄光を求めて〜 PART 3       | 2008年3月21日            | FOMA903iシリーズ （iアプリ） | KDE                    | KDE    | ダウンロード （コナミネットDX） | -                  | 7 - 9ステージがプレイ可能                                    | [ 9 ]       |
| 極上パロディウス 〜過去の栄光を求めて〜              | 2009年9月1日             | Yahoo!ケータイ （S!アプリ）  | KDE                    | KDE    | ダウンロード （コナミネットDX） | -                  |                                                              | [ 10 ]      |
| 極上パロディウス 〜過去の栄光を求めて〜              | 2009年10月8日            | EZアプリ                     | KDE                    | KDE    | ダウンロード （コナミネットDX） | -                  |                                                              | [ 11 ]      |

スーパーファミコン版
タイトルはサブタイトル無しの『極上パロディウス』。ハード性能の限界から2人同時プレイが削除されている。それに伴ってパワーメーターがアイコンタイプから、前作のような英文字に戻っている。また、AC版はダブルが2連射だったのが単発になっている他、パワーアップが変更されているキャラクターがいる。BGMは、音源の関係から忠実な再現はできていない。SFC版オリジナルの要素として、前述のゴエモン・ウパ・ドラキュラくんが追加されている他、倒すと大量のベルを放出する敵キャラクターが2面と6面のみオリジナルキャラクターに変更されている。
PlayStation版
PlayStationのハードの発売と同時に発売されたロンチソフト。前作の『パロディウスだ!神話からお笑いへ』とのカップリング移植で発売。先行発売のSFC版ではオミットされていた要素は全て再現しており、当時のそれ以前の家庭用ハードではできなかったゲームセンターで現役のゲームが家庭で遊べるという点をアピールしていた。
ただし、逆にSFC版では再現されたボスの弱点の矢印表示は、PlayStation版ではカットされている。
また、PlayStationのアーキティクチャは、それまで一般的だったスプライトやBGでの2D処理系の機能を実装しておらす、あくまで3D処理上で2D画面を画作りをしていたため、制作上の技術的なノウハウがまだ少なかった当時では、画面上に多層の背景や大量の敵や弾などを表示した際には処理落ちが発生していた。なお、こういった問題は製作ノウハウが蓄積した後発のタイトル（『セクシーパロディウス』など）では改善されている。
セガサターン版
PlayStation版より半年ほど後に同内容で前作とのカップリングで発売。サターンは2D技術であるスプライトとBG機能を、当時の業務用ハードに匹敵するレベルのものを備えており、PlayStation版のような処理落ちなどはほとんど無くスムーズな画面描画を実現していた。ただ、サターンでは2Dのスプライト上での半透明処理に制限があったため、必要な場合フィールド毎（1/60）に色を置き換えることで擬似的に処理したが、パワーアップーゲージやモアイ戦艦の炎などの半透明処理はカットされており、この点はPlayStationとは差違がある。コントローラーのボタンコンフィグが実装されておらずデフォルトの配置でしか遊べない仕様。このためPSで可能だったベルパワーとミサイルを別ボタンにするなどはできない。
PlayStation Portable版
『パロディウス ポータブル』に収録。この他にも初代『パロディウス』、『パロディウスだ!』、『セクシーパロディウス』、『実況おしゃべりパロディウス』が収録されているが、2人同時プレイはカットされている。また、画面モードの切り替えや難易度上昇率の変更、処理落ちの有無などが設定可能で、これによりまったく処理落ちしないようにすることもできる。1面道中や3面ボスの曲が他の曲に差し替えとなった。携帯ゲーム機ならではの機能としては、ゲーム中にどこでもセーブが可能で中断したところからいつでも再開できるようになっている。
携帯電話アプリ版
横画面専用アプリ。2人同時プレイが削除されている。

## スタッフ
アーケード版
- プログラム：CHICHIBINTA TSUKASA（徳田典）、V.MAILER（もりとめやすゆき）
- キャラクター・デザイン：Shuzilow.HA、MAGROU（はなのちよこ）、TARO MARU（松石太郎）、ISHIMAROID（いしまるりか）、BON.NATSUMI（ぼういけなつみ）
- 音楽：PROPHET FUKAMI（深見誠一）、M.PUDDIN' SATOKO（宮脇聡子）、SITAR SENOO（妹尾和浩）
- 効果音：GOKUJYOU・TSUKASA（田坂真二）、118（十一谷明広）
- ハード・デザイン：MILLION HIDE、SUKE、ESCAPE YOSHIAKI、NANBA SHOT TOM（難波和宏）
- プロダクト・デザイン：POPER TAKASHI
- スペシャル・サンクス：あさりよしとお

スーパーファミコン版
- ディレクター：松岡伸浩
- プレイヤー・モディファイ：CHACHA YOSHIDA（吉田晃之）、SAKUCHAN（櫻井正司）
- プログラム：松岡伸浩、ながたまさつぐ、山根秀直、CHACHA YOSHIDA（吉田晃之）
- キャラクター・デザイン：寺田一友、SAKUCHAN（櫻井正司）、石原かずみち、和田由紀子、久井健太郎、中島満
- サウンド：KEROPPI INOUE（井上秀登）、安慶名伸行
- パッケージ・デザイン：吉本佳世
- マニュアル・イラスト：Shuzilow.HA
- パッケージ・イラスト：あさりよしとお
- プロデューサー：梅崎重治

## 評価
アーケード版
ゲーム誌『ゲーメスト』の企画「第8回ゲーメスト大賞」（1994年度）において、読者投票により大賞6位、ベストシューティング賞1位、ベスト演出賞6位、ベストVGM賞6位、プレイヤー人気4位、年間ヒットゲーム5位、ベストキャラクター賞では「こいつ」が1位を獲得した。
スーパーファミコン版
ゲーム誌『ファミコン通信』の「クロスレビュー」では、6・7・7・7の合計27点、『ファミリーコンピュータMagazine』の読者投票による「ゲーム通信簿」での評価は以下の通り22.8点（満30点）となっている。
| 項目 | キャラクタ | 音楽 | お買得度 | 操作性 | 熱中度 | オリジナリティ | 総合 |
| 得点 | 4.4        | 3.9  | 3.5      | 3.8    | 3.7    | 3.6            | 22.8 |

## 展開・後続への影響
岩尾奈美恵による漫画化作品が新声社の雑誌『コミックゲーメスト』に掲載された。後にゲーメストコミックスとして単行本が1巻のみ発売されたが、2巻以降は発売されなかったため未単行本化のエピソードが存在する。
- 『極上パロディウス（1）』（新声社 ゲーメストコミックス、1995年6月） ISBN 4-88199-174-4

また後に、同作品の「こいつ」と「あいつ」をパロディした「コイツ」「アイツ」というキャラクターが『遊☆戯☆王オフィシャルカードゲーム』にて2002年9月19日発売の『黒魔導の覇者』よりカード化されている。単体では場に出すことすら困難なカードだが、ユニオン（合体）することで凄まじい攻撃力を持った強力モンスターへと変貌する。また、2005年5月26日発売の『CYBERNETIC REVOLUTION』より多少弱くなったものの場に出しやすくなった「ソイツ」と「ドイツ」という同様のカードも登場する他、4人で「トラップ処理班Aチーム」「化石発掘」などのカードイラストにも出演している。同カードゲームは『パロディウス』を制作したコナミの商品であり、「超時空戦闘機」「巨大戦艦」といったカテゴリーで『グラディウス』シリーズなどの自社製STGをパロディしたカードが多数存在している。
本作で初登場した「ウパ」の妹の「ルパ」は、2002年12月26日稼働の音楽ゲーム・BEMANIシリーズ『pop'n music 9』にて同じくウパの2Pカラーとして登場している。
2面ボスのイライザは後に2007年10月15日稼働の『オトメディウス』にゲスト出演しているが、頭上に乗っていた魚（実兄の「ニール」）が亡くなっており遺影だけが乗っている。また、バーサスミッションでは過去の栄光君がスカキャラとしてゲスト出演している。
スペシャルステージのBGM『メモリー・オブ・シューティング』は2015年3月25日よりBEMANIシリーズ『ミライダガッキ Ver.2』のプレー楽曲として収録されている。こちらは本作には存在しなかった『グラディウスIII』の「ミスSE」と「GAME OVER」が曲の終わりに追加されている。

## パチンコ・パチスロ
パチンコ
- CRパロディウスだ（2000年、ニューギン）
- CRさいころ珍道中（2004年、ニューギン）
- CR極上パロディウス（2006年、ニューギン）

パチスロ
- リトルパイレーツ（1998年、オリンピア）
- 極楽パロディウス／極楽パロディウスA（2010年、KPE）